# قرار مجلس الأمن التابع للأمم المتحدة رقم 2268
قرار مجلس الأمن التابع للأمم المتحدة رقم 2268، المتخذ بالإجماع في 26 فبراير 2016. طالب المجلس بوقف الأعمال القتالية والسماح بدخول العاملين في مجال المساعدات الإنسانية في سوريا.

## القرار
أيد هذا القرار البيان المشترك الصادر عن الولايات المتحدة وروسيا في 22 فبراير 2016 بشأن "وقف الأعمال العدائية وطالب جميع الأطراف التي ينطبق عليها وقف الأعمال العدائية بالوفاء بالتزاماتها بموجبه، فضلا عن" التنفيذ الكامل والفوري للقرار 2254 (2015) لتيسير عملية انتقال سياسي بقيادة سورية والمملوكة للسوريين، وفقا لبيان جنيف على النحو المبين في بيانات المجموعة الدولية لدعم سوريا".

## وصلات خارجية
- نص القرار على undocs.org